# Motore W12

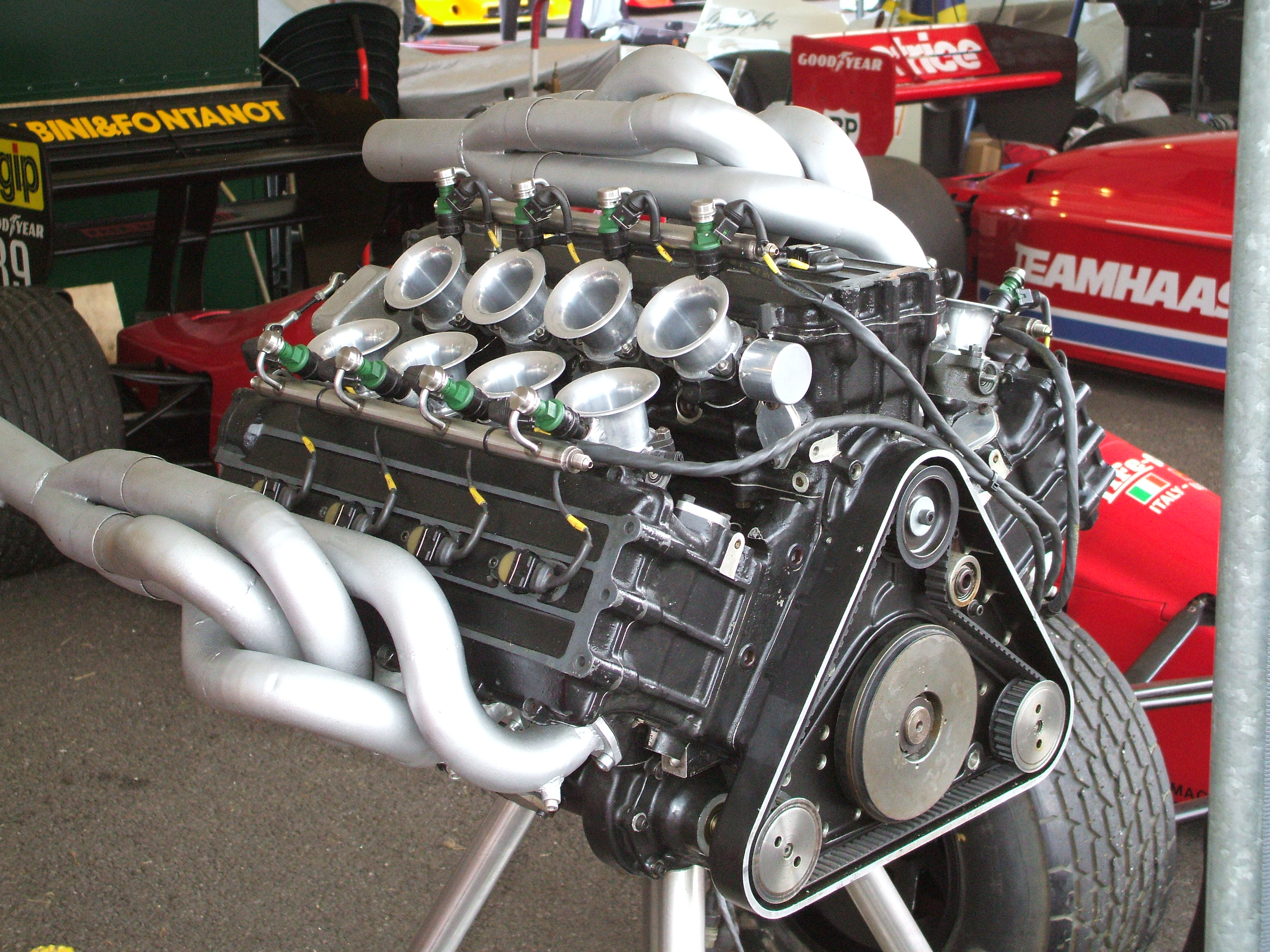
Motore W12 usato in Formula 1 dalla (1990)

Con W12 è definito un motore a combustione interna caratterizzato dall'architettura con i dodici cilindri disposti in 4 bancate da 3 cilindri ognuna o 3 bancate da 4 cilindri.
Il W12 è un motore complesso da realizzare e molto costoso per cui il suo impiego è limitato, nel campo automobilistico, alle auto di lusso o alle supercar.

## Impiego
Il motore W12 ha trovato impiego su ogni mezzo meccanico anche se è più conosciuto come motore di costose vetture sportive o di diversi velivoli nel periodo tra gli anni 30 e 40 del XX secolo.
In Formula 1 nel 1990 il team italiano Life ha usato un W12 progettato dall'ingegner Rocchi, ma i risultati sono stati molto deludenti.